# Атлантик-авеню — Барклайс-центр (Нью-Йоркское метро)
Атлантик-авеню — Барклайс-центр (англ. Atlantic Avenue — Barclays Center) — пересадочный узел Нью-Йоркского метро. Главные выходы идут к Атлантик-авеню, Пасифик-стрит, Флатбуш-авеню и 4-й авеню.
В пересадочный узел входят станции следующих линий:
- линия Брайтон, Би-эм-ти,
- линия Истерн-Паркуэй, Ай-ар-ти,
- линия Четвёртой авеню, Би-эм-ти.

На станциях пересадочного узла останавливаются маршруты:
- 2, 4, D, N, Q, R (круглосуточно),
- 3 (круглосуточно, кроме ночи),
- 5 (в будни днём),
- B (в будни днём и вечером до 23:00),
- W (часть рейсов в часы пик в пиковом направлении).

По состоянию на 2017 год пересадочный узел является самым загруженным в Бруклине.
В 1970-х был капитальный ремонт узла, были отремонтированы стены с заменой плитки, заменены лампы, установлено современное оборудование. Станция линии Четвёртой авеню подверглась ещё одному ремонту в 1999 и 2000 годах.
Рядом с пересадочным узлом в 2012 году открылась новая спортивная арена для баскетбольной команды НБА Нью-Джерси Нетс — Барклайс-центр. Рядом со спортивной ареной был возведён новый вход в метро, а сами станции, входящие в пересадочный узел, были переименованы: станция линии Четвёртой авеню прежде называлась Атлантик-авеню — Пасифик-стрит, а две остальные просто Атлантик-авеню.

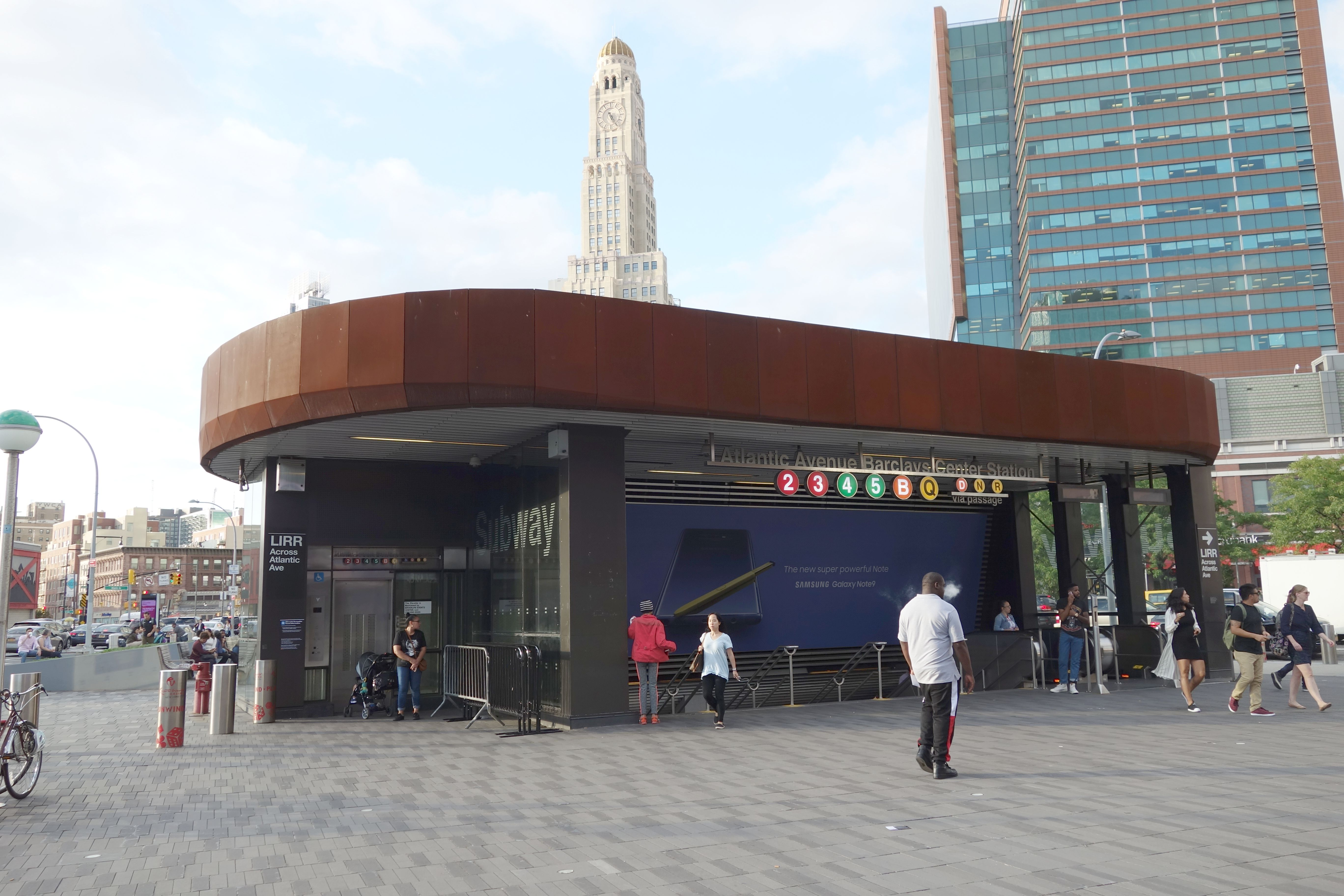
Новый вход в метро
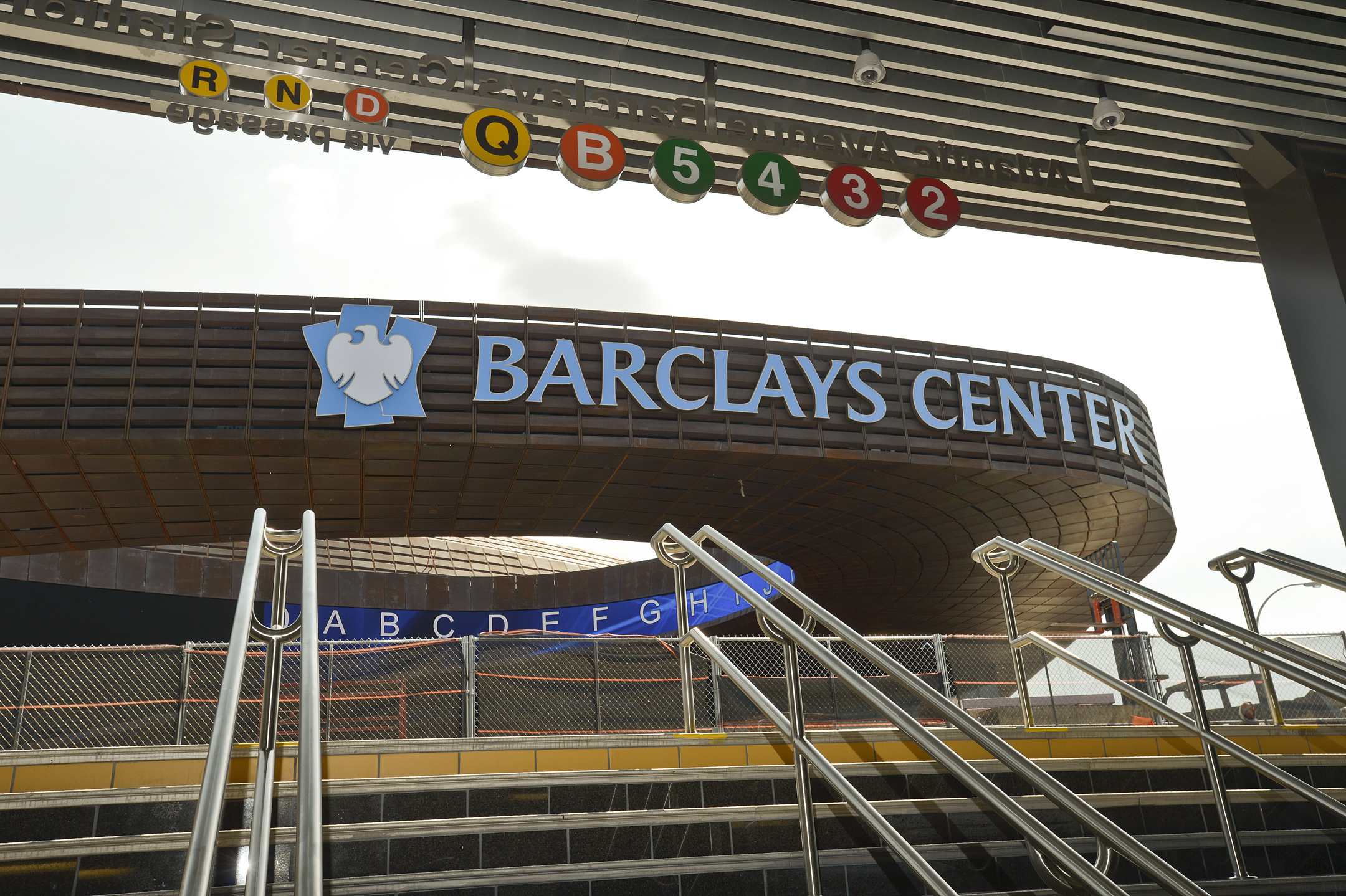
Вид на новую арену со ступенек нового входа

## Платформы линии Истерн-Паркуэй, Ай-ар-ти
|   |     |     |   |   |     |     |   |
| · | · л | · э | · | · | · э | · л | · |

|   |     |     |   |   |     |     |   |
| · | · л | · э | · | · | · э | · л | · |

«Атлантик-авеню — Барклайс-центр» (англ. Atlantic Avenue–Barclays Center) — станция Нью-Йоркского метрополитена, расположенная на линии Истерн-Паркуэй, Ай-ар-ти.  На станции останавливаются маршруты: 2 (круглосуточно), 3 (круглосуточно, кроме ночи), 4 (круглосуточно) и 5 (в будни днём). Экспресс-пути используются маршрутами 4 (круглосуточно, кроме ночи) и 5 (в будни днём). Локальные пути используются маршрутами: 2 (круглосуточно), 3 (круглосуточно, кроме ночи) и 4 (ночью).
Станция представлена четырьмя путями и тремя платформами. Две платформы боковые, на них останавливаются локальные поезда линии Бродвея и Седьмой авеню, и одна островная, обслуживающая экспресс-поезда линии Лексингтон-авеню. Это одна из всего трёх станций во всём метрополитене, где так организованы платформы; две другие — это две одноимённые станции 34-я улица — Пенсильванский вокзал (линия Бродвея и Седьмой авеню, Ай-ар-ти) и 34-я улица — Пенсильванский вокзал (линия Восьмой авеню, Ай-эн-ди). Обычно на экспресс-станции с 4 путями сделано две платформы, каждая из которых обслуживает два пути одного направления; здесь сделано иначе, чтобы толпа на платформе, и так большая из-за соседства железнодорожного вокзала, не увеличивалась за счёт пассажиров, пересаживающихся между локальными и экспресс-поездами.
На станции есть индикаторы следующего поезда. Ниже станции расположены платформы терминала LIRR. Станция была полностью отремонтирована. Переход на BMT Fourth Avenue Line находится с западной стороны платформ, на BMT Brighton Lines — с восточной. Станция оборудована лифтами. Открыта в 1908 году как терминал (конфигурация путей и платформ была такой же), правда с западного конца платформы были объединены, а пути заканчивались тупиками. Позже соединяющая платформа была разобрана, а пути продлены дальше.
На Флатбуш-авеню стоит здание, которое служило входным павильоном на станцию, было спроектировано архитектурной компанией «Хайнс энд Лафарж», как и входные павильоны ряда других станций, и было открыто вместе с самой станцией в 1908 году. Оно занесено в Национальный реестр исторических мест США и сегодня не связано со станцией.

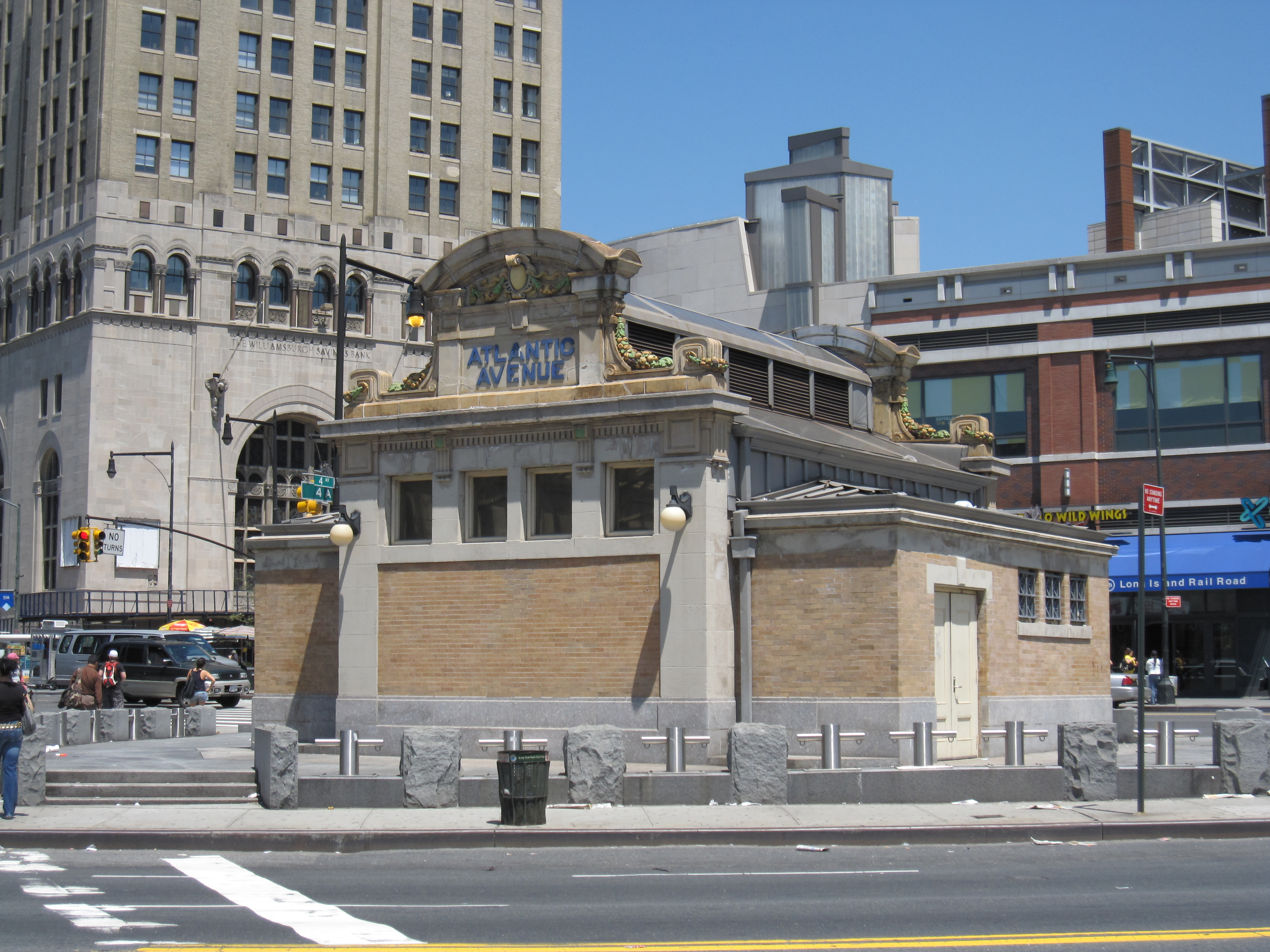
Бывший вход на станцию
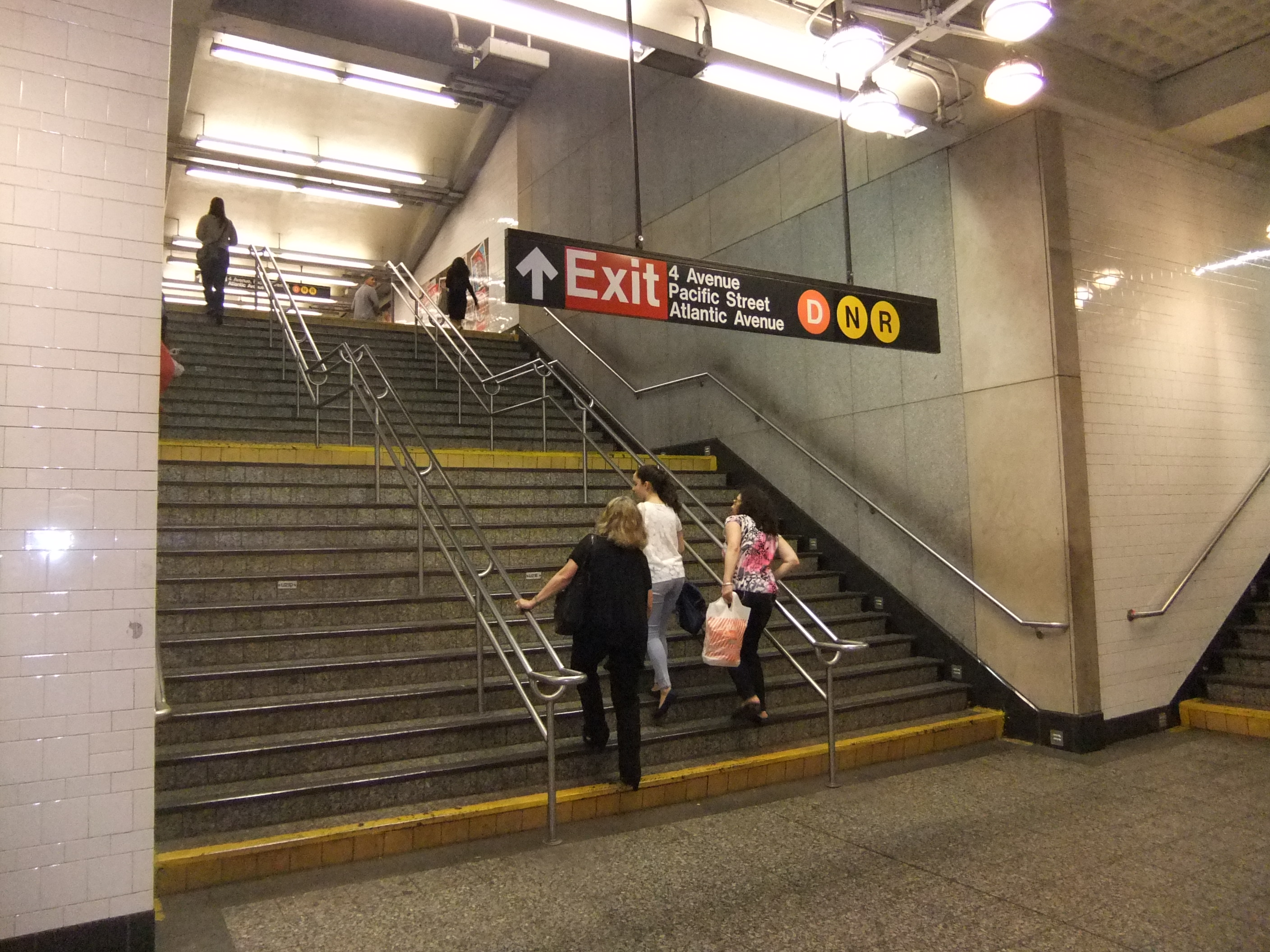
Лестницы на мезонин и на выход
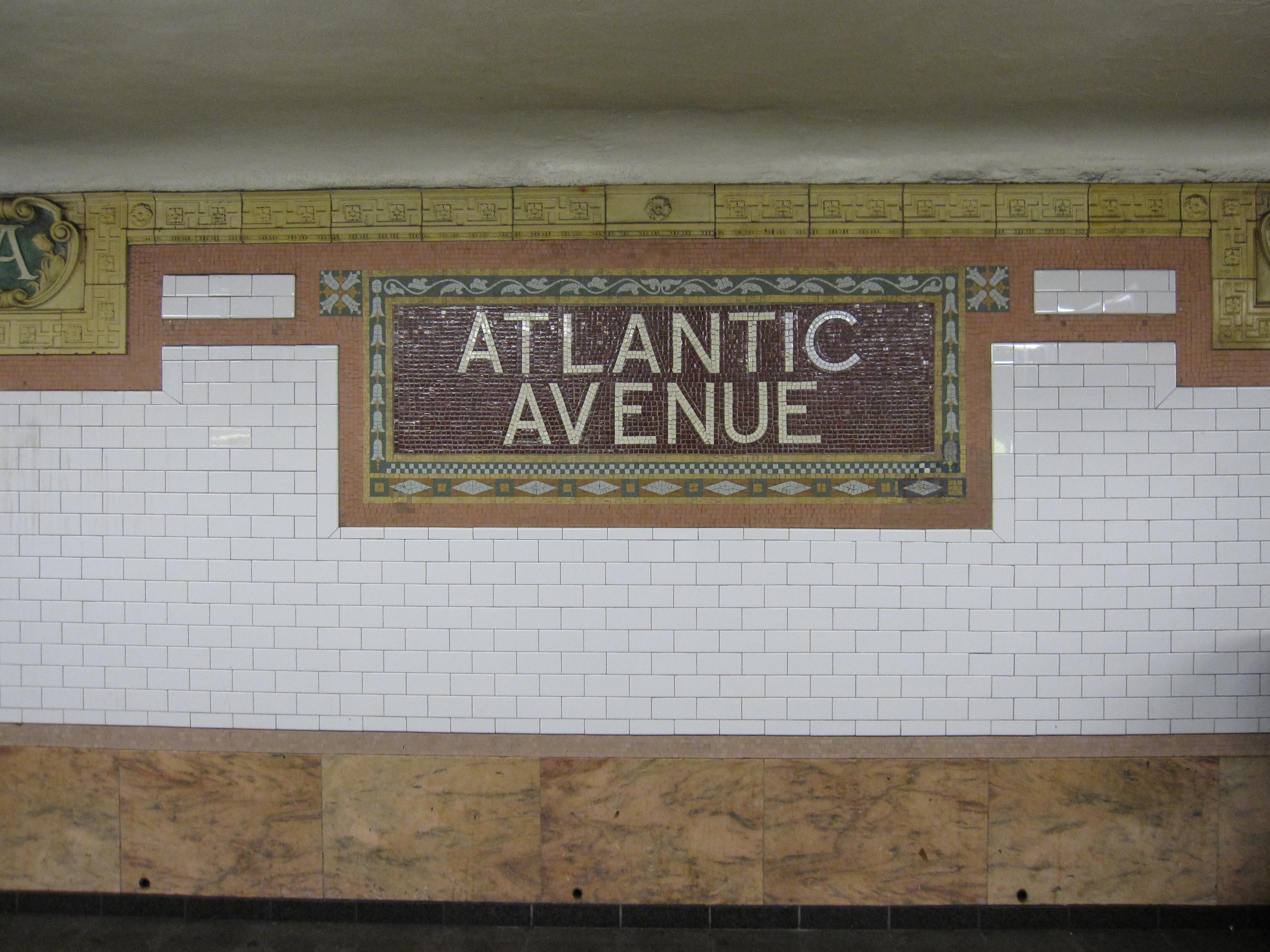
Именная мозаика
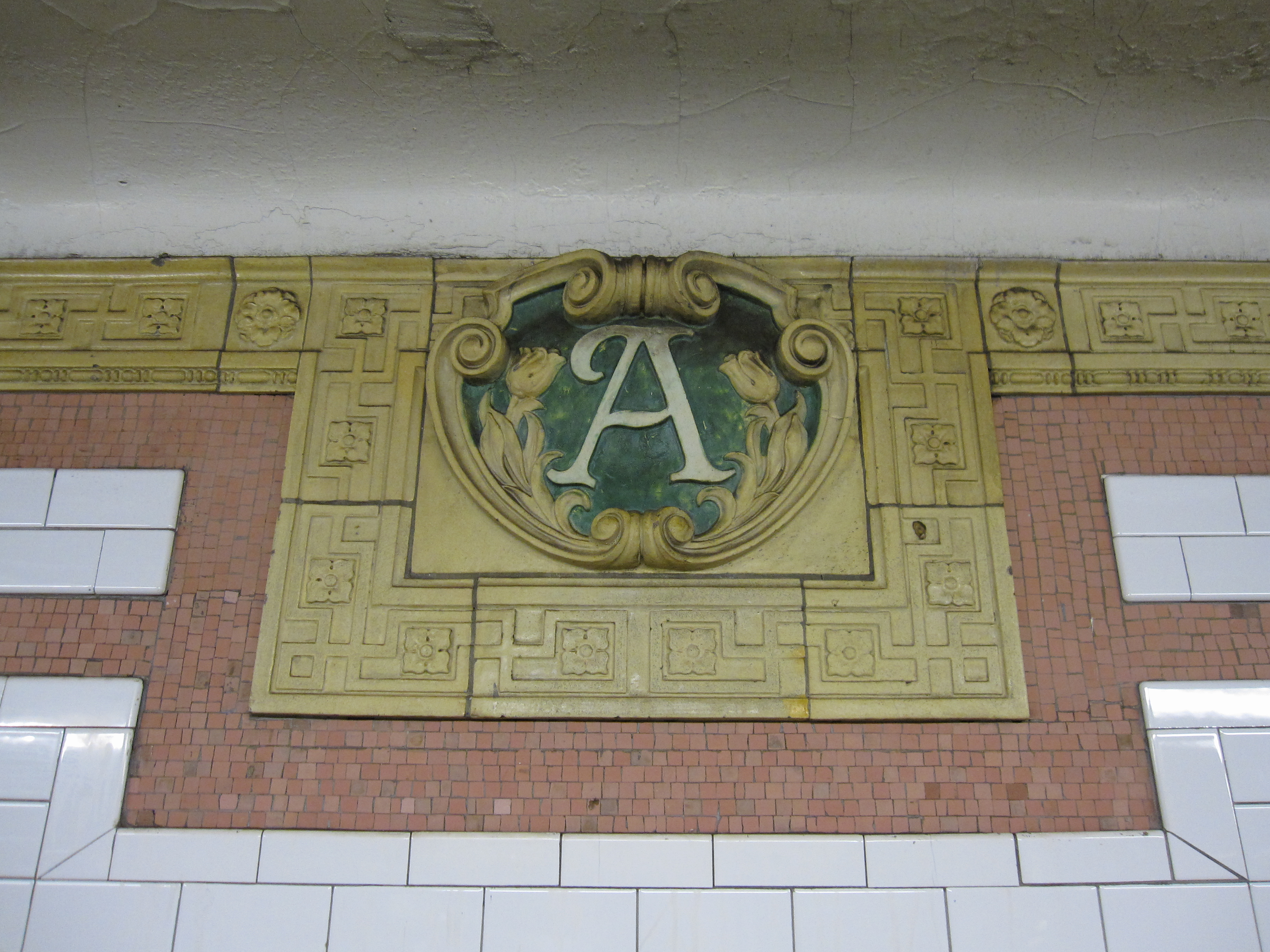
Мозаика с буквой "A"

## Платформа линии Брайтон, Би-эм-ти
|   |   |   |   |
| · | · | · | · |

|   |   |   |   |
| · | · | · | · |

«Атлантик-авеню — Барклайс-центр» (англ. Atlantic Avenue–Barclays Center) — станция Нью-Йоркского метрополитена, расположенная на линии Брайтон, Би-эм-ти.  На станции останавливаются маршруты B (в будни днём и вечером до 23:00) и Q (круглосуточно).
Она представлена одной островной платформой и двумя путями. Станция имеет пять лестниц, три из которых ведут на мезонин, и две — на выход. Так как станция расположена довольно глубоко, выход в город обеспечивается при помощи эскалаторов, расположенных с северного конца платформы. С мезонина же осуществляется пересадка на соседние станции линий BMT Fourth Avenue Line и IRT Eastern Parkway Line, а также на терминал LIRR. В 1960-х платформа была продлена в связи с увеличением числа вагонов в составах. Это продление было отчётливо видно до реконструкции — поскольку никаких идентичных мозаик изготовлено не было, стены были просто окрашены в зелёный цвет.

## Платформы линии Четвёртой авеню, Би-эм-ти
|     |   |   |     |     |   |   |     |
| · л | · | · | · э | · э | · | · | · л |

|     |   |   |     |     |   |   |     |
| · л | · | · | · э | · э | · | · | · л |

«Атлантик-авеню — Барклайс-центр» (англ. Atlantic Avenue–Barclays Center) — станция Нью-Йоркского метрополитена, расположенная на линии Четвёртой авеню, Би-эм-ти.  На станции останавливаются маршруты: D (круглосуточно), N (круглосуточно), R (круглосуточно) и W (часть рейсов в часы пик в пиковом направлении). Экспресс-пути используются маршрутами D (круглосуточно, кроме ночи) и N (круглосуточно, кроме ночи). Локальные пути используются маршрутами: D (ночью), N (ночью), R (круглосуточно) и W (часть рейсов в часы пик в пиковом направлении). Пересадка на станции IRT Eastern Parkway Line и BMT Brighton Line производится только с северного конца платформы, там же расположены и лифты для инвалидов.

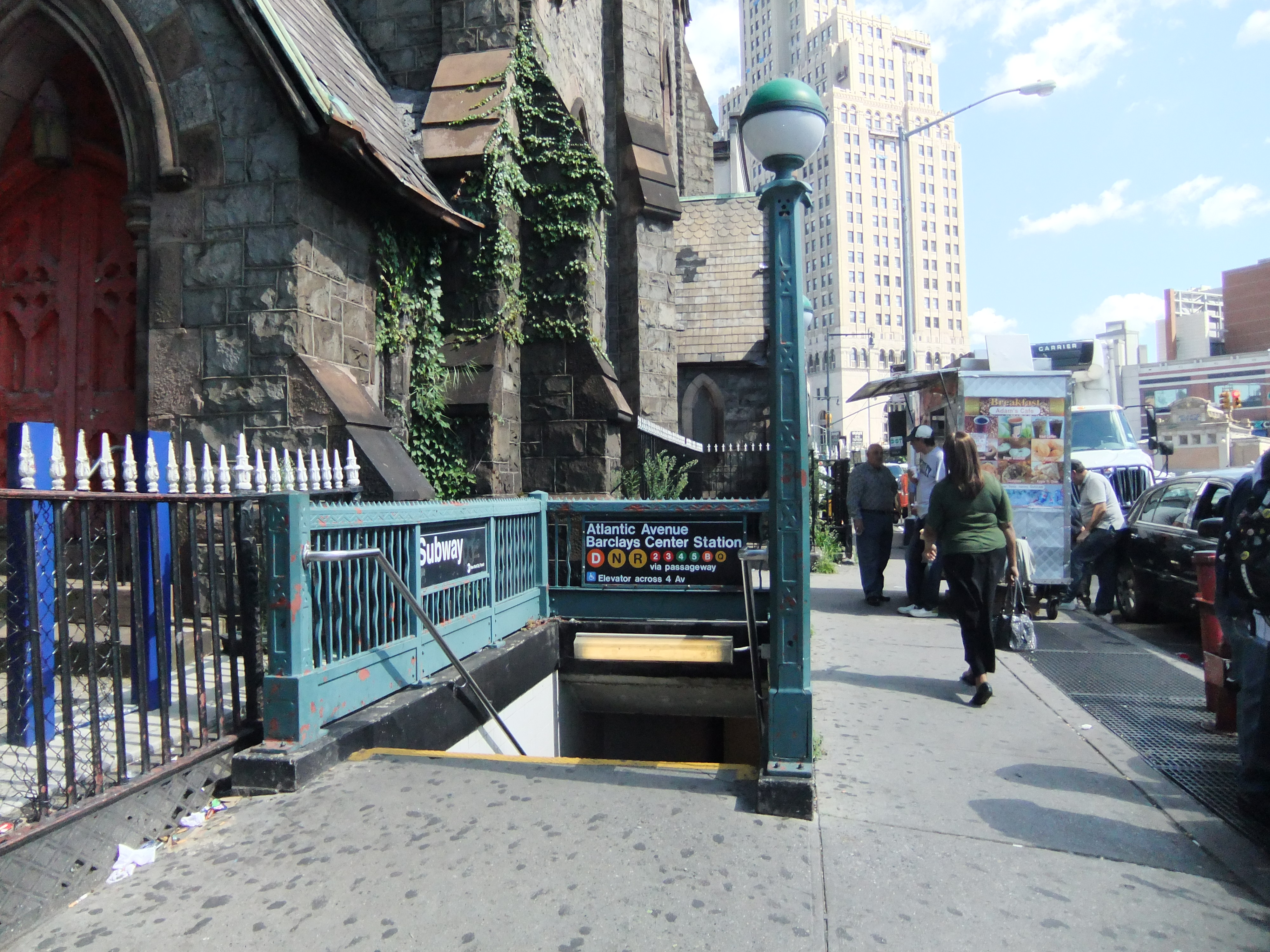
Вход с северо-западного угла перекрестка Пасифик-стрит и 4-й авеню
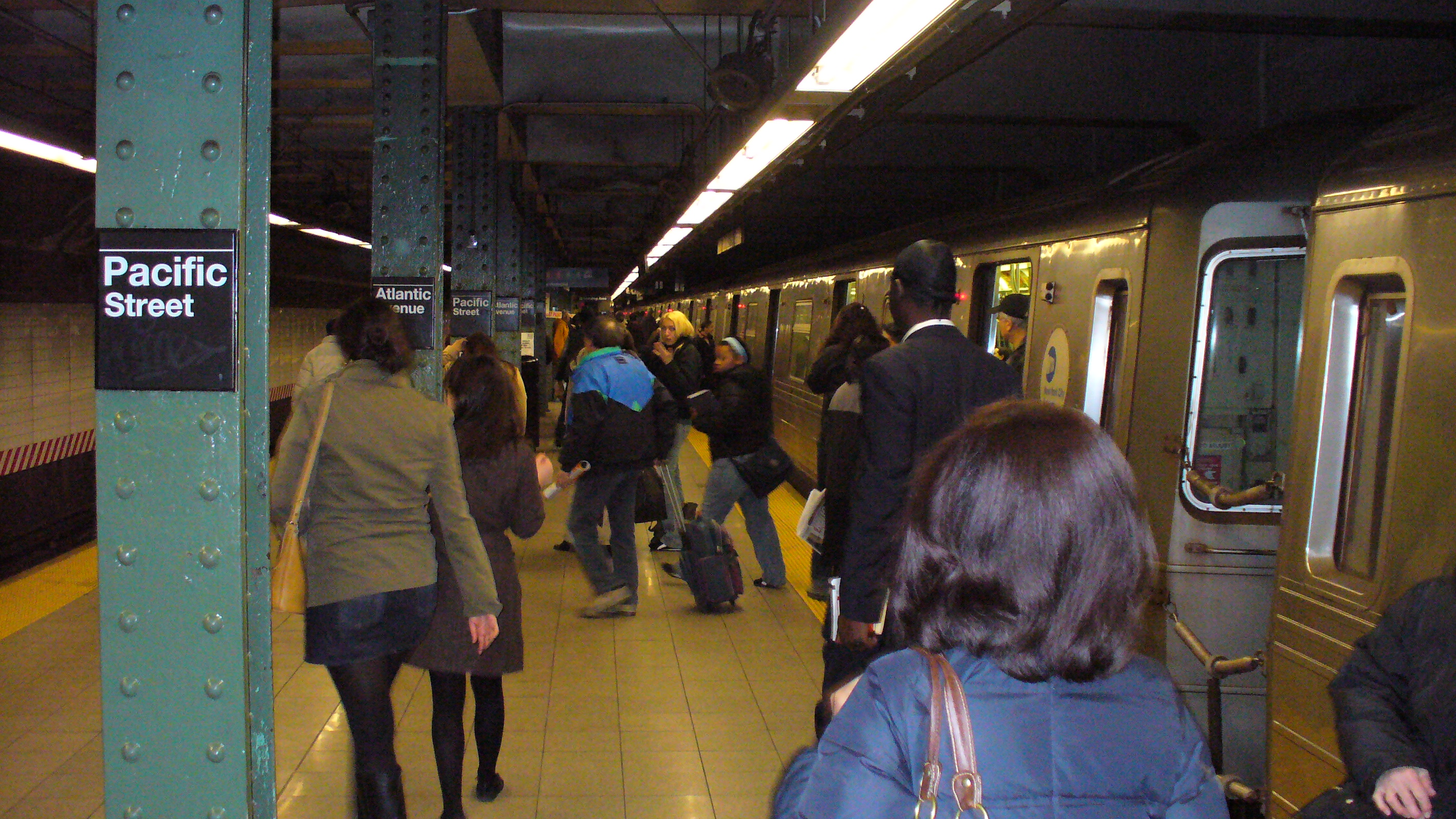
Платформа южного направления со старым названием станции

## Соседние станции
| Условные обозначения |
| для дней и часов работы маршрутов (более точно указано во всплывающих подсказках при этих обозначениях): |
| --- |
| круглосуточно круглосуточно, кроме ночи круглосуточно, кроме будней днём (либо часов пик) в пиковом направлении в будни днём (и, возможно, вечером) в будни круглосуточно в часы пик в будни днём (либо в часы пик) в пиковом направлении в будни днём (либо в часы пик) в направлении, обратном пиковому в выходные ночью ночью и в выходные (и, возможно, вечером) нет движения поездов |

| Предыдущая станция                                               | ЛинияНазвание станции                                           | Следующая станция                                                      |
| ---------------------------------------------------------------- | --------------------------------------------------------------- | ---------------------------------------------------------------------- |
| Невинс-стрит · (2 3 4 5)                                         | линия Истерн-Паркуэй, Ай-ар-ти Атлантик-авеню — Барклайс-центр  | Берген-стрит · (2 3 4) · Франклин-авеню — Медгар-Эверс-колледж · (4 5) |
| Декалб-авеню · (B Q)                                             | линия Брайтон, Би-эм-ти Атлантик-авеню — Барклайс-центр         | Седьмая авеню · (B Q)                                                  |
| Гранд-стрит · (D) · Декалб-авеню · (D N R W) · Канал-стрит · (N) | линия Четвёртой авеню, Би-эм-ти Атлантик-авеню — Барклайс-центр | 36-я улица · (D N) · Юнион-стрит · (D N R W)                           |